# Adeonella flabellata
Adeonella flabellata is een mosdiertjessoort uit de familie van de Adeonidae. De wetenschappelijke naam van de soort is voor het eerst geldig gepubliceerd in 2010 door Rosso & Novosel.